# REO Speedwagon
REO Speedwagon est un groupe de rock américain fondé en 1967 à Champaign, dans l'Illinois. Leur popularité s'est d'abord fait ressentir dans le Midwest américain avant d'atteindre une ampleur nationale au début des années 1980. Leurs chansons les plus connues sont Keep On Loving You et Can't Fight This Feeling, qui appartiennent à la catégorie power ballad. Leur album Hi Infidelity eut un grand succès et incluait notamment le hit Take It on the Run.

## Discographie
- 1971 : R.E.O. Speedwagon
- 1972 : R.E.O./T.W.O.
- 1973 : Ridin' the Storm Out
- 1974 : Lost in a Dream
- 1975 : This Time We Mean It
- 1976 : R.E.O.
- 1978 : You Can Tune a Piano, but You Can't Tuna Fish
- 1979 : Nine Lives
- 1980 : Hi Infidelity
- 1982 : Good Trouble
- 1984 : Wheels Are Turnin'
- 1987 : Life as We Know It
- 1990 : The Earth, a Small Man, His Dog and a Chicken
- 1996 : Building the Bridge
- 2007 : Find Your Own Way Home
- 2009 : Not So Silent Night ... Christmas with REO Speedwagon

## Référence dans d'autres œuvres
- Dans le manga JoJo's Bizarre Adventure d'Hirohiko Araki, le personnage de Robert Edward O. Speedwagon est inspiré du nom du groupe.

- Dans l’épisode 19 de la saison 9 de la série animéé Les Griffin de Seth Green et Seth MacFarlane, le groupe REO Speedwagon fait une brève apparition et contribue à la recherche sur l’origine d’une blague graveleuse entendue par les protagonistes Peter, Joe et Glenn.
- Dans le dixième épisode  de la première saison de Cobra Kai,  Daniel et Johnny écoutent Speedwagon dans la voiture.
- En 2016, dans le téléfilm Comment rencontrer l'âme sœur en 10 leçons de James Head (en), Robert invite Cassie qu'il courtise et sa mère fan du groupe à un concert de charité de REO Speedwagon.
- Dans la troisième saison de la série Ozark, les personnages font référence au groupe.
- Dans l’épisode 8 de la saison 2 de la série télévisée « For all Mankind », le titre « Roll with the changes » est utilisé lors du départ vers la lune d’un astronaute qui, après une phase difficile de sa vie, a su retrouver la motivation pour reprendre sa place au sein du dispositif.